# Első matabele háború
Az első matabele háború néven ismert hadjáratot 1893. október és 1894. január között vívták a mai Zimbabwe területén. A hadjárat során a Cecil Rhodes által vezetett Brit Dél-Afrika Társaság döntő vereséget mért a matabele (északi ndebele) népre, elfoglalta és brit fennhatóság alá vonta területüket és felszámolták az önálló Matabele Királyságot.
Lobengula, a matabelék királya, korábban kerülte a fegyveres konfliktust a brit társaság előőrseivel, mivel tanácsadói figyelmeztették arra, hogy a modern brit fegyverek milyen pusztítást végezhetnek a hagyományos harcmodor szerint tömeges alakzatban (impi) támadó matabele harcosok soraiban. Lobengula haderejében kb. 80 000 lándzsával felszerelt harcos és 20 000, Martini-Henry puskával felszerelt lövész volt. A viszonylag korszerű fegyverek hatását ellensúlyozta a matabelék alacsony színvonalú kiképzése és emiatt nem lehetett őket hatékonyan felhasználni ütközetben.
A konfliktus kezdetekor a Brit Dél-Afrika Társaságnak összesen 750 katonája lehetett, a Brit Dél-afrikai Rendőrség állományába szervezve. Őket egészítették ki a gyarmatról toborzott fehér önkéntesek (számuk nem ismert) és a mintegy 700 tswana harcos (a britek hagyományos szövetségesei a matabelékkel szemben). Cecil Rhodes, a Társaság vezetője és Cape Colony brit gyarmat miniszterelnöke, illetve Leander Starr Jameson, Mashonaland brit kormányzója szintén kerülték a fegyveres összecsapást a matabelékkel, mert nem akarták megingatni a telepesek és az anyaország bizalmát a gyarmat jövőjében. A konfliktus akkor éleződött ki, amikor Lobengula jóváhagyott egy büntető expedíciót az egyik Mashona törzsfőnök ellen a Fort Victoria nevű település körzetében, ami végül a Társasággal való fegyveres összeütközéshez vezetett.

## Előzmények

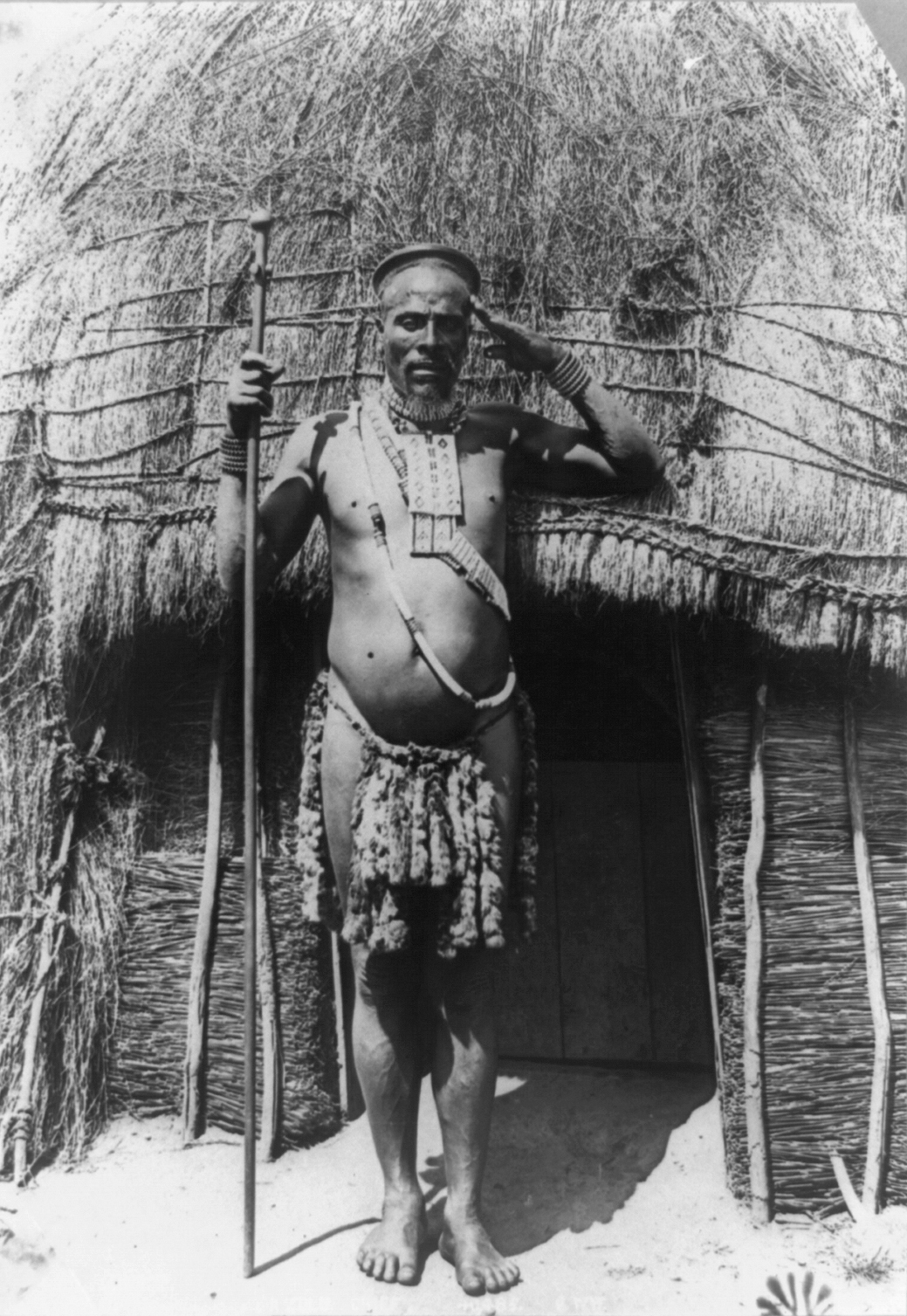
Bulawayo egyik lakosa 1890 körül

A brit kormányzat engedélyt adott a Brit Dél-Afrika Társaságnak, hogy a Limpopo folyótól a Tanganyika-tóig terjedő területet fennhatósága alá vonja és protektorátusként igazgassa. Viktória királynő 1889-ben írta alá az erről szóló királyi megbízólevelet. Cecil Rhodes a dokumentumot felhasználva küldte északra a Pioneer Column néven ismert csoportot, amely telepesekből és a Brit Dél-Afrikai Rendőrség fegyvereseiből állt, az ismert vadász, Frederick Selous vezetése alatt. A csoport Matabeleföldön keresztül északra, a shonák területére hatolt be és megalapították Fort Salisbury-t (ma Zimbabwe fővárosa, Harare).
1891 és 1892 folyamán a matabele király, Lobengula gondosan ügyelt arra, hogy portyázó csapatait ne engedje be Mashonaföldre és elkerülje az összeütközést a brit telepesek és fiatal, vérszomjas parancsnokai között. Azonban 1893-ban a Victoria körzeten az egyik Mashona törzsfőnök visszautasította, hogy behódoljon Lobengulának, mert úgy érezte, hogy a telepesek védelmét élvezi. Lobengula ekkor több ezer fős büntető expedíciót küldött ki, akik számos falut leromboltak és a lakosok egy részét lemészárolták (és még így is visszafogottak voltak, mert a matabelék szokás szerint elhurcolták a fiatal férfiakat és nőket, mindenki mást meggyilkoltak). A Társaság helyi vezetése viszont úgy érezte, hogy be kell avatkozni a konfliktusba, hogy el ne veszítsék a helyi lakosság bizalmát. Felszólították a büntető expedíció vezetőit, hogy azonnal vonuljanak vissza, akik ezt visszautasították. A rákövetkező összecsapásban a britek feltehetően súlyos veszteségeket okoztak a matabele csapatoknak, akiket végül visszavonulásra kényszerítettek.

## A háború kitörése
Az első incidens után közel két hónapig (augusztustól októberig) levelezett Jameson a Fokvárosban székelő Rhodes-al arról, hogyan lehetne elegendő katonát összeszedni a Matabeleföld felé irányuló invázióhoz. 
Végül a Brit Dél-Afrikai Rendőrség két menetoszlopot indított Fort Salisburyből és Fort Victoriából, ezek az Iron Mine Hill nevű domb közelében, Matabeleföld közepén találkoztak 1893. október 16-án. A briteknek ekkor 750 katonája és 5 Maxim típusú géppuskája volt Patrick William Forbes őrnagy vezetése alatt, akiket ismeretlen számú önkéntes kísért. Forbes menetoszlopa ekkor a délnyugati irányban fekvő Bulawayo, Lobengula fővárosa felé indult. Szintén erre tartott déli irányból kb. 700 tswana (becsuána) harcos III. Khama vezetése alatt.
A matabelék mozgósították hadseregüket és kétszer is megpróbálták feltartóztatni a közeledő brit menetoszlopot. Először október 25-én kb. 3500 matabele harcos támadta meg a briteket a Shangani folyó közelében. A matabele harcosok a korabeli afrikai viszonyokhoz képest félelmetesen jól képzettek és harcban igen hatásosak voltak, de eddig még sohasem kerültek összeütközésbe modern európai lőfegyverekkel. A britek Maxim gépfegyverei, amelyeket harcban még nem próbáltak ki, felülmúlták az elvárásokat és egy szemtanú beszámolója szerint "úgy kaszálták le őket, mint a füvet". Az első összecsapás során a matabelék mintegy 1500 főt vesztettek, míg a britek vesztesége 4 fő volt.
Egy héttel később, november 1-jén 2000 matabele lövész és 4000 lándzsás indított támadást Forbes ellen Bembezinél, Bulawayo-tól kb. 50 km-re északkeletre. A matabelék ismételten kudarcot vallottak, nem vehették fel a harcot az öt Maxim-géppuska egyesített tűzerejével és miután 2500 főt veszítettek, ismét visszavonultak. A vesztes csata hírét hallva Lobengula elmenekült Bulawayóból.
A Khama vezetése alatt álló tswana harcosok dél felől vonultak Bulawayo ellen és november 2-án győzelmet arattak a Singuesi folyó mellett. A britek előőrsei Frederick Russell Burnham és Frederick Selous vezetése alatt ugyanazon a napon érték el Bulawayót, ahol még szemtanúi lehettek annak, hogy Lobengula parancsot adott a matabele hadsereg fegyver- és lőszerraktárának felrobbantására - ezzel akarta megelőzni, hogy a britek kezére kerüljön az arzenál. A rákövetkező tűzvészben a város sárfalú, fagerendákból épített házainak többsége lángra kapott és Bulawayo jelentős része leégett.
A britek menetoszlopa november 3-án érte el Bulawayót, ahol még szemtanúi voltak a várost elemésztő tűzvésznek. Ekkorra Lobengula és megmaradt harcosai már visszavonultak a Zambezi folyó felé. A britek kísérletet tettek arra, hogy megadásra szólítsák fel Lobengulát, de nem kaptak választ üzenetükre. A britek a következő nap vonultak be a kiégett városba, támaszpontot létesítettek a "White Man's Camp" nevű helyen és kitűzték a Társaság és az Egyesült Királyság zászlóit.
A tüzek eloltása után a britek haladéktalanul megkezdték Bulawayo újjáépítését, de Lobengula rezidenciája helyén egy, a fehérek fennhatósága alatt lévő város nőtt ki a földből.
Az összes brit erő beérkezése után Forbes őrnagy november 13-ára újjászervezte menetoszlopát és Lobengula üldözésére indult.

### Shangani őrjárat
A Lobengula üldözésére induló briteket jelentősen hátráltatták az alig járható utak és a heves esőzések. Csak december 3-a körül érték utol a király menetoszlopát a Shangani folyónál. Allan Wilson őrnagy ekkor 34 emberével átkelt a folyó túloldalára és Lobengula szállása közelében épített ki magának állásokat. Éjszaka azonban a folyó megáradt, Forbes őrnagy nem tudott erősítést küldeni és a matabelék reggel körbevették a brit előőrsöt. 
Wilson és katonái hősiesen harcoltak a túlerőben lévő matabelék ellen, de végül alulmaradtak. Csak három ember menekült meg az őrjáratból, akiket Wilson visszaküldött Forbeshoz, hogy erősítést kérjen: az amerikai Frederick Russell Burnham és Pearl "Pete" Ingram, valamint egy Gooding nevű ausztrál.

## A háború vége

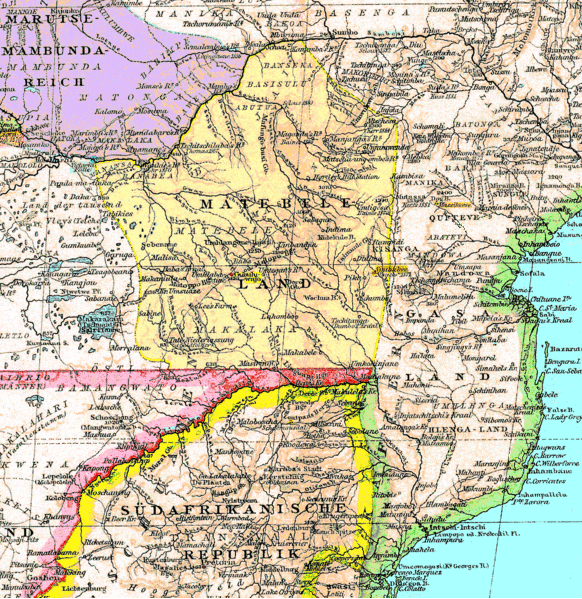
Matabeleföld, 1887

Lobengula végül himlőfertőzést kapott és 1894. január 22-én vagy 23-án elhunyt, miközben a matabele harcosok sorra vereséget szenvedtek a britektől. Lobengula halála után főnökei (inDuna) egymás után behódoltak a briteknek. A Társaság 1894. június 18-ára keltezett döntésében terjesztette ki adminisztratív fennhatóságát Matabeleföldre.
A brit parlament alsóházában a háború lezárása után a matabelék provokálásával vádolták meg a Társaságot, a vád szerint azért provokálták a matabeléket, hogy a Társaság ellenőrzése alá tudja vonni Matabeleföldet. A rákövetkező vizsgálat során azonban a gyarmati államtitkár, Lord Ripon felmentette a Társaságot.

## Következmények
Az egész hadjárat értelmi szerzőjének és irányítójának Cecil Rhodes, Fokföld miniszterelnökét tartják, amit jól mutat az is, hogy a Társaság által elfoglalt területeken később Rhodesia néven alapítottak államot a brit telepesek. A háború lezárásának évében már hatalmas erőfeszítéseket tettek a frissen elfoglalt területek kincseinek kiaknázására: Bulawayo-ban a britek elképesztő összegekért árultak földterületeket és bányászati jogokat. Kilenc hónap alatt az újjáépített város lakossága 1900 főre nőtt, emellett az aranymezőkön további 2000 fehér bányász igyekezett meggazdagodni. 1895 végére a Társaság 500 mérföldnyi új távíróvonallal hálózta be a területet.
Cecil Rhodes bátyja, Frank Rhodes ezredes irányítása alatt megalakult az Afrikai Transzkontinentális Társaság (African Transcontinental Company), amelynek kimondott célkitűzése volt Fokváros és Kairó között egy vasútvonal felépítése. 1895 végére ebből a vasútvonalból 133 mérföldet már meg is építettek: Fokvárostól egészen a rhodesiai határig. 1896-ban Matabeleföldön újabb lázadás tört ki, amelyet a britek 1897-re a második matabele háborúban levertek. A fokvárosi vasútvonal 1897-ben érte el Bulawayót. Keleti irányban is építkezés folyt, hogy összekössék Salisburyt a Mozambik partvonalán található kikötővárossal, Beirával. Ez a vasútvonal 1899-re készült el.

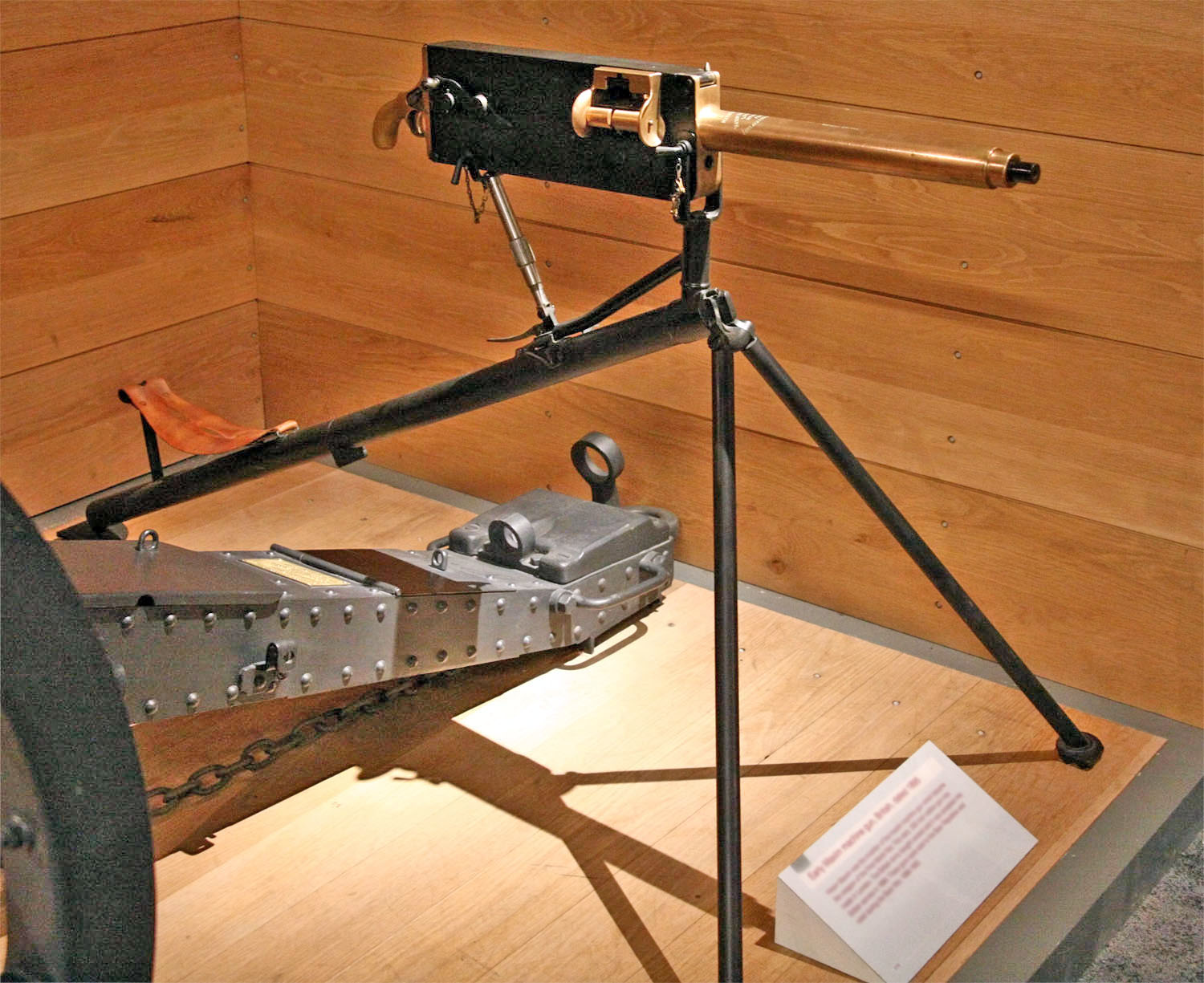
Maxim géppuska, 1895-ös modell

## Fordítás
- Ez a szócikk részben vagy egészben  a   First Matabele War című angol Wikipédia-szócikk ezen változatának fordításán alapul.  Az eredeti cikk szerkesztőit annak laptörténete sorolja fel. Ez a jelzés csupán a megfogalmazás eredetét és a szerzői jogokat jelzi, nem szolgál a cikkben szereplő információk forrásmegjelöléseként.